# 任以安
任以安（1928年5月31日—2014年3月29日）是一位美籍地理学家。

## 生平
1928年出生在北京，1946年前往美国留学，1951年学士毕业于康奈尔大学，1952年硕士毕业于哈佛大学，1955年博士毕业于哈佛大学。1963年归化成为美国公民。1990年成为马里兰大学终身教授。
曾经担任美国地质学会会长，美国科学促进会会士，美国文理科学院院士，美国矿物学会会士，美国国家科学院院士，华盛顿地质学会会士和加拿大矿物协会会士。还致力于向公众传播地理知识。
2014年3月29日在美国逝世，享年85岁。

## 家庭
父亲是近代思想家，中国现代科学事业主要开拓者任鸿隽，母亲是中国第一位女教授陈衡哲，大姐是哈佛大学博士，宾夕法尼亚州立大学第一位华人终身教授任以都，二姐是上海天文台天文学家程述铭夫人任以书。